# Megasutura
Il termine megasutura, introdotto da A.W. Bally (1975), è utilizzato in geologia strutturale per indicare, utilizzando modelli applicati alla tettonica delle placche, aree della crosta terrestre, caratterizzate da mobilità verticale e orizzontale, e sottoposte ad un regime tettonico di tipo compressivo.

## Caratteristiche geologiche
Le megasuture sono riconoscibili per la presenza di numerose ed ampie strutture geologiche plicative, sovrascorrimenti ed evidenze di attività ignea.
Corrispondono ad una sorta di saldatura di aree di convergenza fra due zolle litosferiche, come può essere uno scontro di tipo continente-continente oppure continente-arco continentale. Nella sua complessità una megasutura nel suo sviluppo non è limitata alla fase di formazione di una fascia orogenetica, ma include anche aree di bacini profondi.

## Età delle megastrutture
Da un punto di vista storico, le grandi megasuture rinvenute possono essere ascrivibili a queste cronologie:
- megasuture precambriane, di più complesso riconoscimento e studio, individuabili nelle aree in cui si trovano tracce delle orogenesi precambriane
- megasuture paleozoiche, entro le quali si può distinguere fra megasuture connesse con l'orogenesi caledoniana e megasuture connesse con l'orogenesi ercinica
- megasuture meso-cenozoiche, sviluppatesi a cavallo delle ere mesozoica e cenozoica. Sono le più recenti, quindi più conservate e costituiscono i riferimenti per lo studio e la comprensione delle loro dinamiche di formazione.

## Suddivisione in funzione della tettonica delle placche
A seconda dei tipi di margine di zolla che in collisione, le megasuture sono suddivisibili in
- megasuture di tipo cordigliera, in cui è presente una collisione fra un margine con subduzione di tipo B e uno con una subduzione di tipo A
- megasuture di tipo alpino, in cu si scontrano due margini con subduzione di tipo A
- megasuture di tipo Asia centrale, in cui è presente una collisione fra un margine con subduzione di tipo A e uno continentale  caratterizzato da intrusioni felsiche.